# 目視進場下滑顯示燈

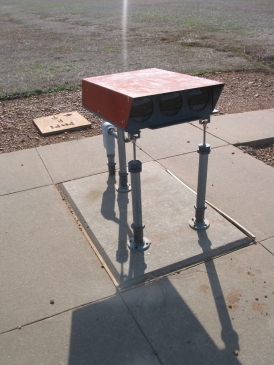
目視進場下滑顯示燈

目視進場下滑顯示燈（Visual Approach Slope Indicator, VASI）是一組設於跑道旁，向飛行員用作顯示飛機進場下滑角度是否適合的燈號。據規定，燈號於日間最多可以在8公里或者在夜間時於32公里外看見。目視進場下滑顯示燈並不是甚麼儀器，只是一組加了特別燈罩讓飛行員在不同角度和距離下能看到不同顏色的燈而已，所以在更換顯示燈後，只要燈罩不變都不需要再次調校。

## 種類

### 標準目視進場下滑顯示燈

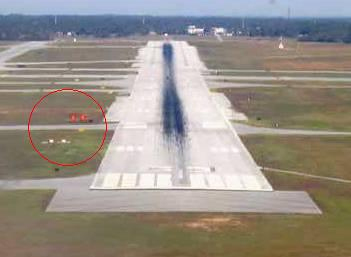
標準目視進場下滑顯示燈

基本的目視進場下滑顯示燈有兩組燈號：一組是設於跑道開始的地方；而另一組就位於距離前組燈號七公尺遠的位置。燈號於不同角度或者距離觀看，就可以看到紅色或白色的顏色。如果飛行員的進場角度是正確的話，頭組燈號是白色，後組燈號就是紅。如果兩組燈號為白色，就表飛機進場時角度過高；如果兩組燈號均為紅色，就代表飛機高度過低。

### 精確進場路徑顯示燈

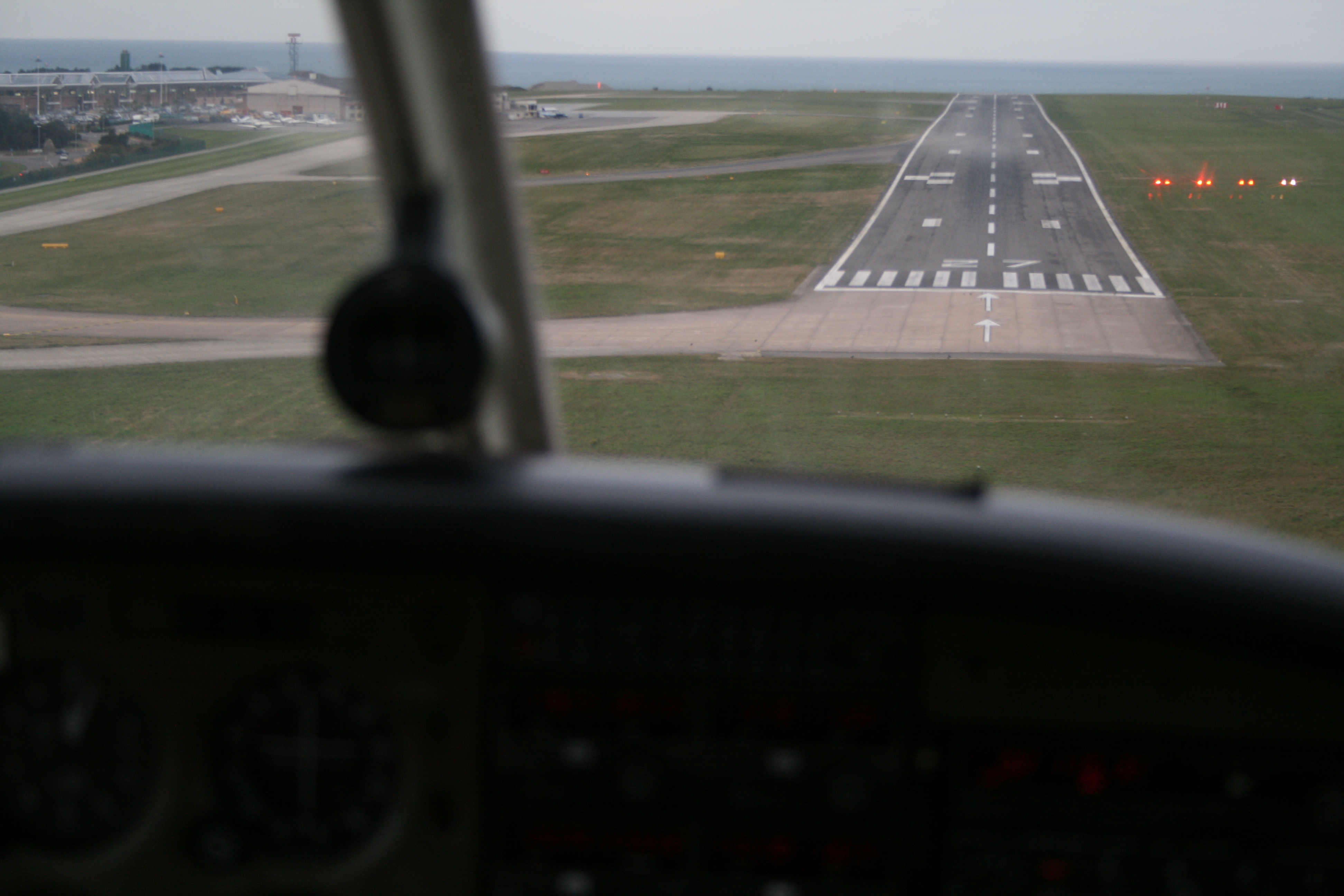
精確進場路徑顯示燈的三紅一白信號

精確進場路徑顯示燈（Precision Approach Path Indicator, PAPI）和標準目視進場下滑顯示燈不同的是，精確進場路徑顯示燈的設置方法是和跑道平行，並由兩組燈號改為四盞獨立的燈號，為飛行員提供更多的資訊來控制飛機的進場高度。而且，精確進場路徑顯示燈使用的燈罩是菲涅耳透鏡，讓燈光可以在遠距離仍可以給飛行員看見。
- 當顯示燈顯示出兩紅和兩白（由左至右），就是代表飛機進場時高度正確，即代表飛機下滑角度為3.0°。
- 顯示燈為一白三紅，代表飛機的下滑角度為2.8°，比標準下滑角度（3.0°）稍低。
- 如果顯示燈顯示出四紅的話，飛機的下滑角度就經已低於2.5°了，為大幅低於標準下滑角度。
- 跟四紅燈號一樣，顯示燈是四白的話，就代表飛機的下滑角度就經已高於3.5°了，為大幅高於標準下滑角度。[3]

部分機場因為其地理位置的關係，令飛機進場時需以高角度下滑的話，機場就會調節顯示燈透鏡的角度和顯示燈的距離，讓飛機在高下滑角度時，仍然看到兩紅兩白燈號，不需要另外修正航角。而一些無人管制的機場更可以由飛行員於機場溝通頻道上按下無線電發話鍵開啟PAPI燈光。

### 脈衝式目視進場下滑顯示燈
脈衝式目視進場下滑顯示燈（Pulsating Visual Approach Slope Indicator, PVASI）是一個設於美國聯邦航空局不符合第139條規定的機場或直昇機場的信號燈盒。信號是以當飛機在正確下滑角度時顯示白燈，反之則以間歇性顯示紅燈或白燈的方式向飛行員提供信息。如果飛機進場角度過高就會間歇性顯示白燈，角度稍低就會顯示紅燈；過低就會間歇性顯示紅燈。雖然信號比上述兩種顯示燈簡單，但是美國空軍認為PVASI比其他進場燈為準確，所以於軍用機場全面採此種進場燈。

### 三色目視進場下滑顯示燈
三色目視進場下滑顯示燈以不同色的燈號顯示進場角度是否合適，但是一般飛行員未必清楚顏色的意思，而且顏色不容易在各種天氣情況下辨認，所以現在三色目視進場下滑顯示燈就很罕见了.

### T字目視進場下滑指示燈
T字目視進場下滑指示燈（T-VASI）的設計是當飛機以正確的角度下滑時，只能看到跑道兩側與跑道垂直的白色燈號。當下滑角過高或過低時，則分別會看到一個倒T字（┴）或一個正T字（┬），且T字的竪邊長短指示飛機下滑角的偏離程度，十分形象。下滑角嚴重過低時，整體燈號會轉爲紅色以警告飛行員。但由於T字目視進場下滑指示燈在下滑角正確時的燈號容易與PAPI指示下滑角過高的燈號混淆，且T字的竪邊在下滑角偏離不大時遠距離難以看清，目前機場已很少採用該款燈號。

## 口訣

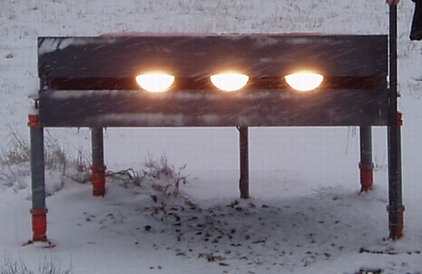
舊式目視進場下滑顯示燈

飛行員常以這幾句口訣來記住進場燈顯示所代表的意思：
- White over White, you're high as a kite. / you'll fly all night
（白在白上，你飞得跟風箏一樣高/你可以飞整晚不用降落了）
- Red over White, you're alright.
 （紅在白上，一切OK）
- Red over Red, you're dead.[6]
（紅在紅上，你死定了）
- White over Red, unsaid / you're under head. （白在红上，说不出/你在倒飞 - 因为"白在红上"事实上并不可能出现，除非VASI设备彻底损坏，或者飞机在上下颠倒飞行。）[7]

汉语中也有内涵相近的口诀，例如对于 PAPI：“四个白，下不来；四个红，进草丛”。

## 外部連結
- FAA Aeronautical Information Manual 美國聯邦航空局跑道燈指引 （页面存档备份，存于）